# Németpróna
Németpróna (szlovákul Nitrianske Pravno, korábban Nemecké Právno, németül Deutschproben, Deutsch Pranno) község Szlovákiában, a Trencséni kerületben, a Privigyei járásban. Felsőpróna és Nyitraszalka tartozik hozzá.

## Fekvése
Privigyétől 10 km-re északra fekszik.

## Története
A Nyitra-folyó felső folyásánál moustier-i kultúra leletei kerültek elő. A későbbiekben a lengyeli kultúra népe lakta ezt a vidéket. Késő lengyeli kultúrához tartozó csontvázas temetkezéseket tártak fel Felsőpróna vidékén. A kora bronzkorból szekerceleletet találtak. A középső bronzkorban a lausitzi kultúra települése és földvára állt a Felsőpróna feletti Vyšehrad hegyen. A kultúra népe egészen a vaskorig uralta ezt a területet. 1970-1978 között Vyšehrad hegyén 829 m magasságban hatalmas bronzkori földvárat tártak fel. A hallstatt és a La Tène-korból is ismertek leletek. Az i. e. 3. század közepétől kelta, majd germán törzsek jelentek meg itt. Vyšehrad hegyén kelta-dák és a puhói kultúrához tartozó leletek kerültek elő. A kora középkorban szláv törzsek jelentek meg a területen. A Vyšehrad hegyen álló erődítés a Nagymorva Birodalom idején is használatban volt.
A mai települést német aranybányászok alapították a 12. század közepén. Kezdetben a bajmóci váruradalomhoz tartozott, majd a Noffry család kihaltával királyi birtok lett. 1430-ban Luxemburgi Zsigmond oklevele már városként említi. 1489-ben Hunyadi Mátyás a bajmóci uradalommal együtt fiának, Corvin Jánosnak adta. A 16. század közepétől az Oszmán Birodalom terjeszkedése miatt viharosabb időszak következett a település életében, majd a 17. században az ellenreformáció és a Habsburg ellenes felkelés eseményei hátráltatták a fejlődést. A települést többször égették fel és rabolták ki. A 18. század közepén Németprónát 12 tagú magisztrátus irányította. 1772-ben megkísérelték újraindítani az arany kitermelését. Az arany kifogytával lakosai posztógyártásra, vászonszövésre tértek át. Fejlődött a kézműves ipar, megalakultak céhei is, melyek közül a legjelentősebbek a mészáros, szabó, fazekas, kőműves és csizmadia céhek voltak.
A 18. század végén Vályi András így ír róla: „PRÓNA. Német Próna, Daits Bren, Nemetzke Pravno. Nyitra Vármegyében, földes Ura Gr. Pálfy Uraság, és mások, lakosai katolikusok, fekszik Bajmótzhoz másfél mértföldnyire; földgye meglehetős termékenységű, szőleje nints, hanem helyben piatza hasznos, jövedelme az országos vásárjaiból is van, fája, legelője elég, réttyei jók, első osztálybéli.”
1827. július 22-én a települést súlyos tűzvész pusztította, melyben házai többsége leégett. 1845-ben a bajmóci uradalommal együtt a Pálffy család szerezte meg.
Fényes Elek 1851-ben kiadott geográfiai szótárában így ír a városról: „Próna, (Német), Deutsch Proben, Nemeczka Prauna), német m. v., Nyitra vmegyében, Thurócz vmegye szélén: 2722 kath. lak., kik nagy részint timárok, vargák és késcsinálók; egyébiránt tehetősek. Kath. paroch. templom; nagy erdő; jó legelő a hegyeken; sok szilva, sovány szántóföldek, 1827-ben 120 házai égtek el a kath. templommal együtt. F. u. gr. Pálffy Ferencz. Ut. p. Privigye.”
1866-ban Németpróna elveszítette városi rangját és nagyközség lett.
Borovszky Samu monográfiasorozatának Nyitra vármegyét tárgyaló része szerint: „Német-Próna, nagyközség a Nyitra jobb partján, 2486 lakossal, a kik közül 36 magyar, 146 tót, a többi német; néhány ágostai evangelikus és zsidó családon kívül valamennyi r. katholikus. Postája van, távirója és vasúti állomása Privigye. Keletről a Zsjár-hegység, északról a Klak, nyugotról a Kis-Magura-hegység, délről pedig síkság határolja. Északnyugoti határában terjedelmes kőmezők, keletnek pedig dombos földhányások terülnek el, melyek hajdan aranybányák voltak. Dr. Wenzel szerint e bányák, melyek már a quádok - e vidék első lakóinak - idejében megvoltak, az Anjouk korában már nem míveltettek. II. Géza alatt flammandok és frankok, később felső-szászok, sziléziaik, thüringiaiak és osztrákok telepedtek itt le. Irott följegyzések egész a XIII. század elejéig vezetnek vissza. A XIII. században a község a bajmóczi várbirtokok közé tartozott. Az egész terület az aranybányászat és mosás nyomait mutatja és még a mult században is két ízben kutattak arany után a Stoln és a Reisehorn nevü felhagyott bányáknál. Lakosai nagyrészt tímárok és posztószövők, a nők pedig aranyhímzéssel foglalkoznak. Van itt posztókészítők egyesülete, egy posztógyár és két társaskör. A lakosok hajdan szőlőmíveléssel is foglalkoztak, de a bor silánysága s ennek következtében olcsósága miatt abba hagyták e nem jövedelmező mívelési ágat. Egy 1275-iki oklevél szerint »Terra Prouna«-t, a mostani Német-Prónát, gróf Rechk kapta adományba. A XV. század végéig Ilosvay, azután a XVII. században a Thurzó-család és végre az erdődi gróf Pálffyak birtokába jutott. A község okiratai a XVI. században tűzvész következtében elpusztultak. A község és határa több ízben harcz színhelye is volt. A törökök feldúlták, Thököly és Bocskay hadai is pusztították, a harminczéves háboru alatt Mansfeld is itt bujdosott seregével, 1827-ben pedig az egész község leégett. Kath. templomát a XIV. században Ilsvay nádor építtette. Kibővítették és restaurálták a XVI. és XVII. században. Alatta két tágas sírbolt van. Van a községben egy apáczakolostor is, melyet Czeizel Venant sóskuti plébános 1889-ben alapított.”
A trianoni diktátumig Nyitra vármegye Privigyei járásához tartozott.
1960-ban csatolták hozzá Felsőprónát és Nyitraszalkát.

## Népessége
| Év:            | 1994. | 2004.   | 2014.   | 2024.   |
| -------------- | ----- | ------- | ------- | ------- |
| Emberek száma: | 3016  | 3175    | 3203    | 3077    |
| Eltérés:       |       | +5,27 % | +0,88 % | -3,93 % |

| Év:            | 2023. | 2024.   |
| -------------- | ----- | ------- |
| Emberek száma: | 3111  | 3077    |
| Eltérés:       |       | -1,09 % |

1910-ben 2366-an, többségében német anyanyelvűek lakták, jelentős szlovák és magyar kisebbséggel.
2001-ben 3134 lakosából 2957 szlovák és 94 német volt.
2011-ben 3197 lakosából 2855 szlovák és 60 német volt.
2021-ben 3163 lakosából 2932 (+27) szlovák, 4 (+5) magyar, 5 (+7) cigány, 77 (+15) egyéb és 145 ismeretlen nemzetiségű volt.

## Neves személyek
- Itt született 1742-ben Kiparszky Tóbiás János kegyes tanítórendi áldozópap és tanár.
- Itt született 1769-ben Bresztyánszky András katolikus pap, szakíró.
- Itt született 1781-ben Weszerle József történész, numizmatikus, főiskolai tanár, az éremtan professzora.
- Itt született 1786-ban Bresztyenszky Béla bencés szerzetes, tihanyi apát, bölcsészdoktor, a Magyar Tudományos Akadémia levelező tagja.
- Itt született 1835-ben Czeizel Gábor római katolikus püspök, nagyprépost, apát-kanonok.
- Itt született 1855-ben Loczka József ásványkémikus (mineralógus), az MNM ásványtárának igazgató őre, több analitikai módszer kidolgozója, Loczka Alajos kémikus apja.
- Itt született 1855-ben Bossányi József(sk) pap, pedagógus, történész, nyelvész, természetkutató.[7]
- Itt született 1868-ban Lányi József teológiai író.
- Itt született 1872-ben Damkó József szobrász és iparművész.
- Itt született 1873-ban Czeizel János irodalomtörténész, pedagógus.[8]
- Itt született 1875-ben Szőnyi László művészeti író, könyvtáros.[9]
- Itt született 1881-ben Eugen Filkorn szlovák pap, kanonok, pápai prelátus, a szlovák képviselőház tagja.[10]
- Itt született 1899-ben Jozef Weber (Lackovič) szlovák egyházi író, műfordító, pedagógus, jezsuita.
- Itt szolgált Barsi József publicista, statisztikai és filozófiai író, az MTA levelező tagja (1870).
- Itt szolgált és nyugszik Raitsits Ferenc (1873–1932) katolikus esperes, tanfelügyelő, nyitrai kanonok, Raitsits Emil testvére.[11]
- Itt tanult Kubinyi Zsigmond (1820-1880) ügyvéd, Nyitra vármegye tiszti főügyésze, alispánja, budapesti királyi táblabíró.
- Itt tanult Nécsey József (1842–1929) verebélyi postamester, régiséggyűjtő, múzeumalapító.

## Nevezetességei

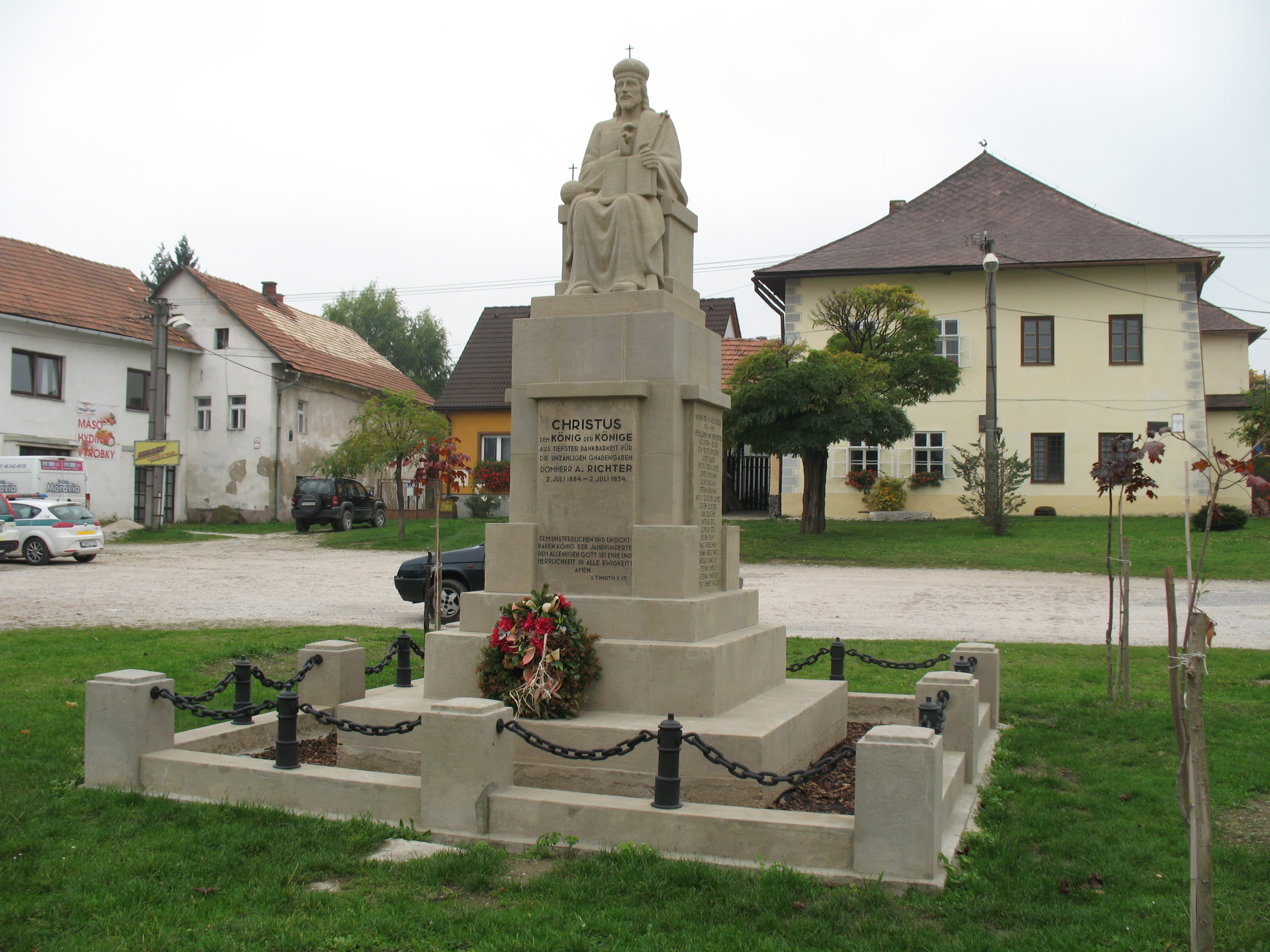
Világháborús emlékmű
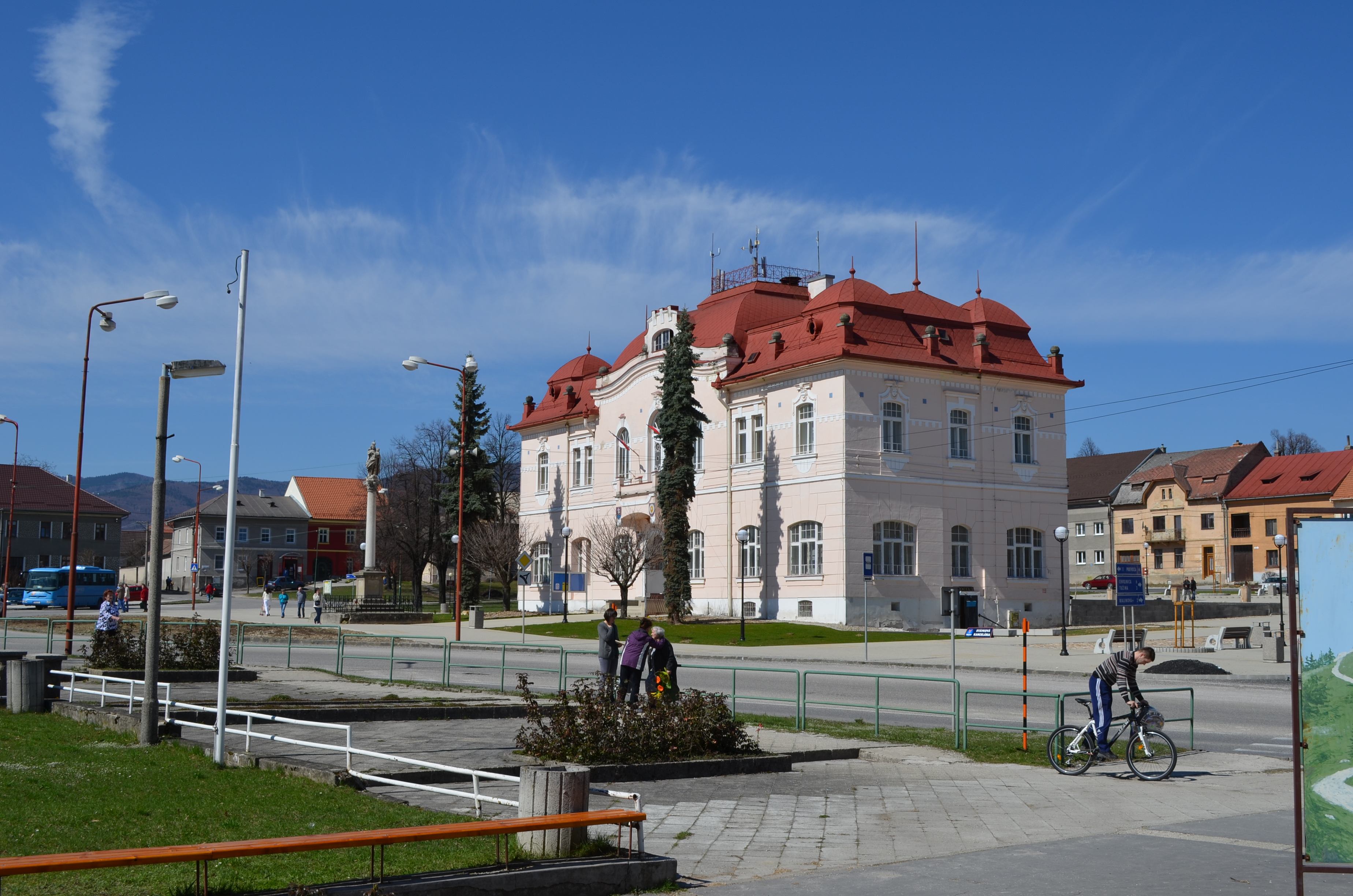
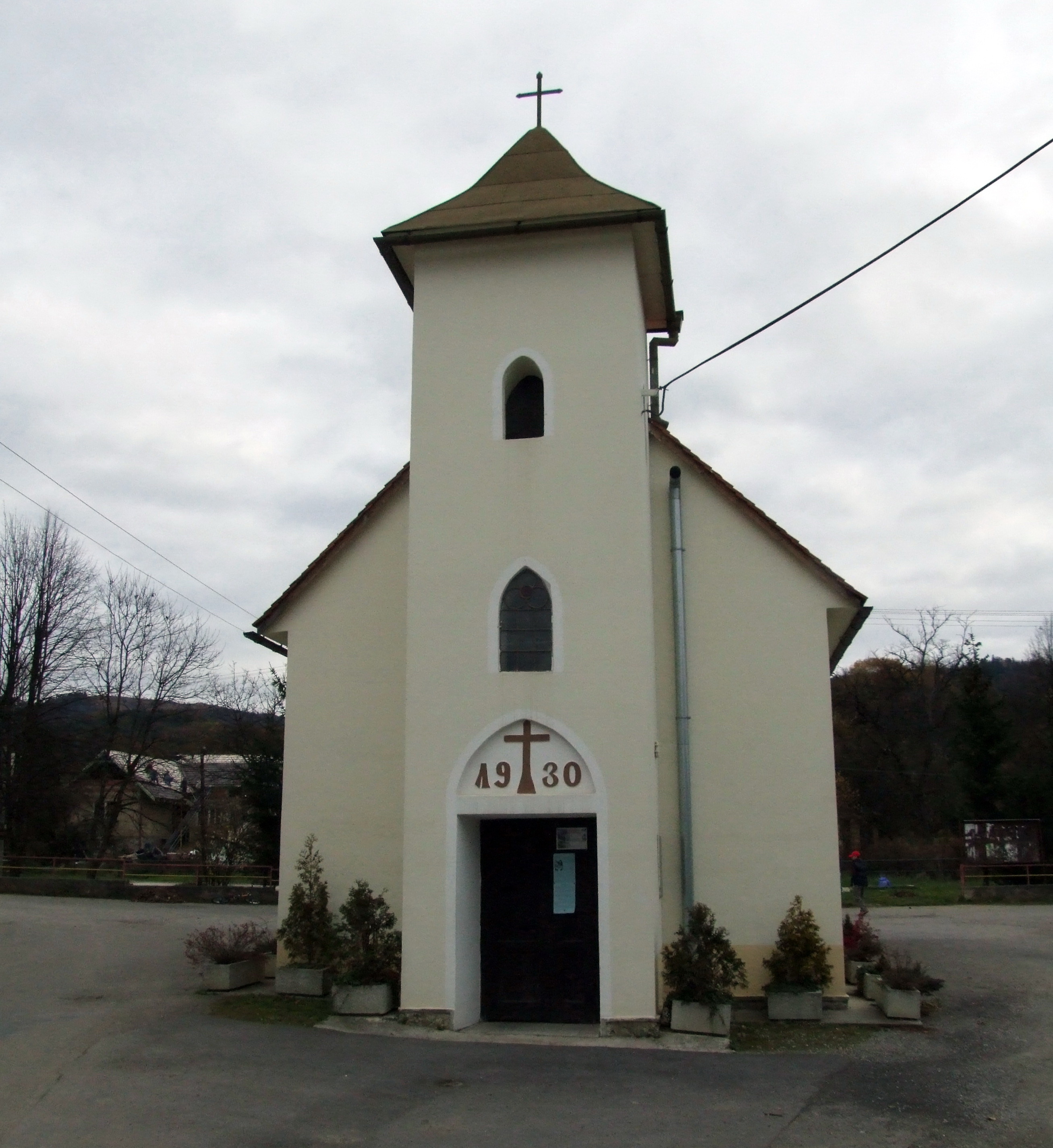
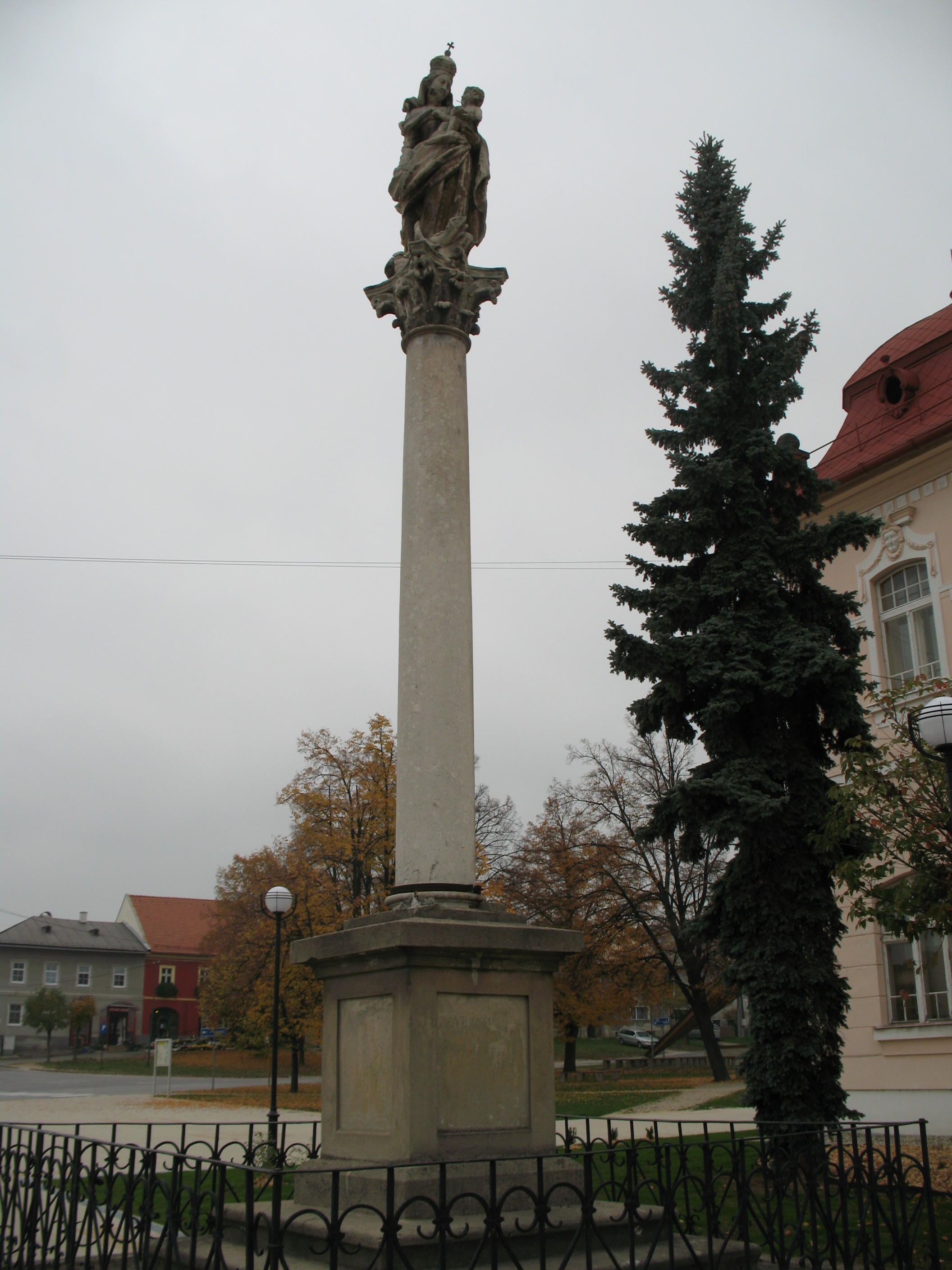

- A község felett 829 m magasan állnak Vyšehrad várának maradványai. A vár a bronzkortól a Felső Nyitravidék egyik legjelentősebb erőssége volt.
- Főtere a mai napig megőrizte középkori formáját.
- Az egykori városi tanács épülete a 17. század első felében épült reneszánsz stílusban, ma a kárpát-medencei németek múzeuma látható benne.
- 15-16. századi reneszánsz polgárházak.
- Gótikus Keresztelő Szent János temploma 1400 körül épült, 1715-ben átépítették, a 19. században és a 20. század elején renoválták.
- A Szűz Mária-kápolna a 19. században épült.
- A Kálváriahegyen álló kálváriát 1934-ben szentelték fel.

## Külső hivatkozások
- Németpróna hivatalos oldala
- Községinfó
- Németpróna Szlovákia térképén
- E-obce Archiválva 2023. május 12-i dátummal a Wayback Machine-ben

## Lásd még
- Felsőpróna
- Nyitraszalka